# Friedrich Wolf

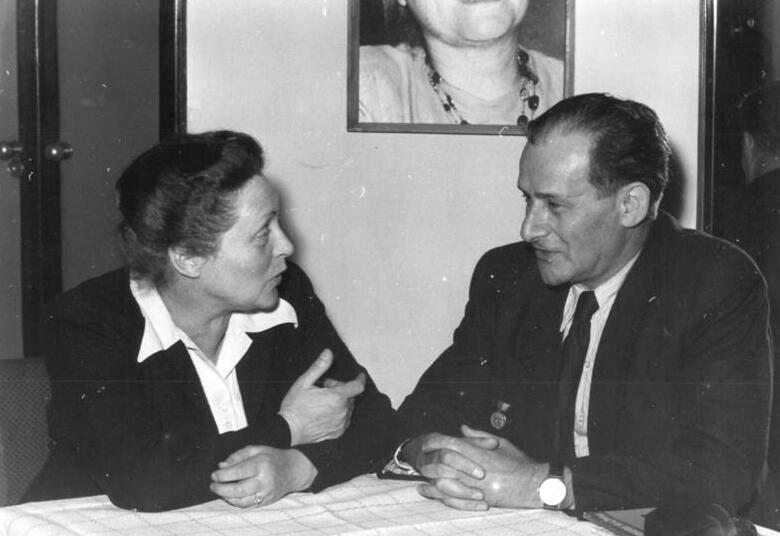
Friedrich Wolf discutând cu Annemarie Koffler la al III-lea Congres a scriitorilor germani din 22-25 mai 1952

Friedrich Wolf (n. 23 decembrie 1888, Neuwied – d. 5 octombrie 1953, Lehnitz, lângă Berlin) a fost un medic și om de cultură cu vaste interese care a participat la înființarea statului comunist pro-sovietic Republica Democrată Germană.
Friedrich Wolf s-a născut într-o familie de evrei la Neuwied și a absolvit gimnaziul prusac în 1907. În perioada 1907-1913 a studiat medicina, filozofia și artele la Tübingen, Bonn, München și Berlin. În această perioadă a scris poeme, scurte narațiuni și drame. În 1913, Friedrich Wolf s-a retras din comunitatea iudaică.
Friedrich Wolf a participat la Primul Război Mondial ca medic în armata germană.
În 1922 Friedrich Wolf a divorțat de prima sa soție, Kaethe Gumpold și s-a căsătorit cu Else Dreiholz, care nu era de origine mozaică. Din această căsătorie s-au născut fiii săi Markus Wolf și Konrad Wolf.
În 1929 Wolf a fost arestat pentru scurtă vreme fiind acuzat că face întreruperi de sarcină.
În perioada interbelică, Friedrich Wolf este excepțional de activ din punct de vedere politic și artistic. În 1931, a vizitat Uniunea Sovietică la invitația comisarului de sănătate publică. După venirea la putere a naziștilor părăsește Germania, împreună cu familia, care se mută la Moscova. În 1930 a plecat în Spania, ca să lucreze ca medic pe lângă brigăzile internaționale. A fost arestat în Franța și internat în lagărul de concentrare Le Vernet.
În 1941 a primit cetățenia sovietică și s-a mutat la Moscova cu familia.
În 1943 s-a numărat între fondatorii organizației germane pro-sovietice Comitetul Național Germania Liberă. În 1945, cu sprijinul Uniunii Sovietice, revine la Berlin cu familia sa și deține diferite funcții politice care au contribuit la stabilirea Republicii Democrate Germane ca stat comunist pro-sovietic. În anii 1949-1951 deține funcția de ambasador al Republicii Democrate Germane în Polonia.
Pe data de 5 octombrie 1953 a murit la el acasă, în urma unui atac de cord. A fost înmormântat la cimitirul general (civil) de la Berlin.